# Ваєр (Німеччина)
Ваєр (нім. Weyer) — громада в Німеччині, розташована в землі Рейнланд-Пфальц. Входить до складу району Рейн-Лан. Складова частина об'єднання громад Лорелай.
Площа — 6,00 км2. Населення становить 467 ос. (станом на 31 грудня 2020).